# 南黎巴嫩衝突 (1985年至2000年)
南黎巴嫩衝突是1985年至2000年期間在黎巴嫩南部发生的冲突。以色列和南黎巴嫩军队在以色列佔領下的南黎巴嫩与真主党领导下的武裝以及左翼游击队作戰；南黎巴嫩冲突可以视为黎巴嫩內戰的後續。
2000年，以色列总理埃胡德·巴拉克決定从黎巴嫩南部撤军 。以色列撤军後南黎巴嫩军瞬間崩溃，许多南黎巴嫩军軍人逃到以色列，並成為黎巴嫩裔以色列人。